# خوسيه جيل
خوسيه جيل (بالبرتغالية: José Gil‏) هو فيلسوف برتغالي، ولد في 15 يونيو 1939 في موزمبيق.